# Černovice (district de Pelhřimov)
Pour les articles homonymes, voir Černovice.
Černovice (en allemand : Tschernowitz) est une ville du district de Pelhřimov, dans la région de Vysočina, en République tchèque. Sa population s'élevait à 1 752 habitants en 2020.

## Géographie
Černovice se trouve à 21 km à l'ouest-sud-ouest de Pelhřimov, à 46 km à l'ouest de Jihlava et à 87 km au sud-est de Prague.
La commune est limitée par Obrataň au nord, par Lidmaň et Těmice à l'est, par Bohdalín et Mnich au sud et par Hojovice, Vlčeves et Křeč à l'ouest.

## Histoire
La première mention écrite de la ville date de 1322.